# مارسل گیلارد (بازیکن فوتبال فرانسوی)
مارسل گیلارد (انگلیسی: Marcel Gaillard; ۱۷ نوامبر ۱۹۲۳ – ۲ ژانویهٔ ۲۰۰۷) بازیکن فوتبال اهل فرانسه بود.
از باشگاه‌هایی که در آن بازی کرده‌است می‌توان به باشگاه فوتبال نیس، باشگاه فوتبال والنسین، و باشگاه فوتبال استراسبورگ اشاره کرد.